# فرانزیسکا هاوکه
فرانزیسکا هاوکه (آلمانی: Franzisca Hauke؛ زادهٔ ۱۰ سپتامبر ۱۹۸۹) بازیکن هاکی روی چمن اهل آلمان است.